# Omloop Het Nieuwsblad
L'Omloop Het Nieuwsblad (precedentemente denominata Omloop Het Volk) è una corsa in linea maschile di ciclismo su strada che si tiene annualmente nella provincia delle Fiandre Orientali, in Belgio. È una delle classiche del pavé, e si svolge solitamente l'ultimo sabato di febbraio o il primo di marzo aprendo la stagione ciclistica in Belgio. Il giorno successivo, la Kuurne-Bruxelles-Kuurne completa il weekend di apertura. La corsa è inserita nel calendario UCI World Tour.

## Storia
La corsa venne organizzata per la prima volta nel 1945, dal giornale Het Volk in risposta al Giro delle Fiandre, organizzato dal giornale Het Nieuwsblad. Fino al 2008 ha usato il nome Omloop Het Volk e, quando lo stesso anno l'Het Volk non fu più pubblicato, iniziò ad essere organizzata dall'Het Nieuwsblad e venne rinominata Omloop Het Nieuwsblad a partire dalla sessantaquattresima edizione, quella del 2009.
La gara fa da apertura al calendario ciclistico belga, e di solito è disputata l'ultimo sabato di febbraio o il primo di marzo. Numerosi sono i campioni che si sono imposti in questa classica del nord, quasi tutti belgi, da Eddy Merckx (che qui ottenne il suo primo podio in una grande classica)  a Roger De Vlaeminck (vincitore nel 1969 alla prima gara da professionista), da Peter Van Petegem a Johan Museeuw, ma anche gli italiani si sono spesso ben comportati in questa corsa, si ricordano infatti le vittorie di Franco Ballerini, Michele Bartoli, Filippo Pozzato e Luca Paolini. Anche Fausto Coppi vinse la corsa nel 1948, ma venne poi declassato al secondo posto per un cambio di ruota non ammesso.
Nel 1986 e nel 2004 la gara non si è svolta a causa della neve. Dal 2006 viene disputata anche un'edizione femminile per cicliste Elite, e dal 2009 anche un'edizione riservata agli Under-23.

## Percorso
La gara è in genere piuttosto selettiva, sia perché il periodo invernale è particolarmente freddo nel nord Europa, sia perché vengono affrontati numerosi "muri", tra cui il tradizionale "muro di Grammont",  con pendenze proibitive, che variano dal 4% al 20%, oltre a tratti in pavé che aggiungono ulteriore difficoltà.
Dal 1945 al 1995 la corsa iniziava e finiva nel capoluogo delle Fiandre Orientali, Gand, mentre dal 1996 fino al 2007 il traguardo venne spostato a Lokeren, 20 km a nord-est. Dal 2008 l'arrivo, come già la partenza, è ritornato a essere nella città di Gand.

## Albo d'oro

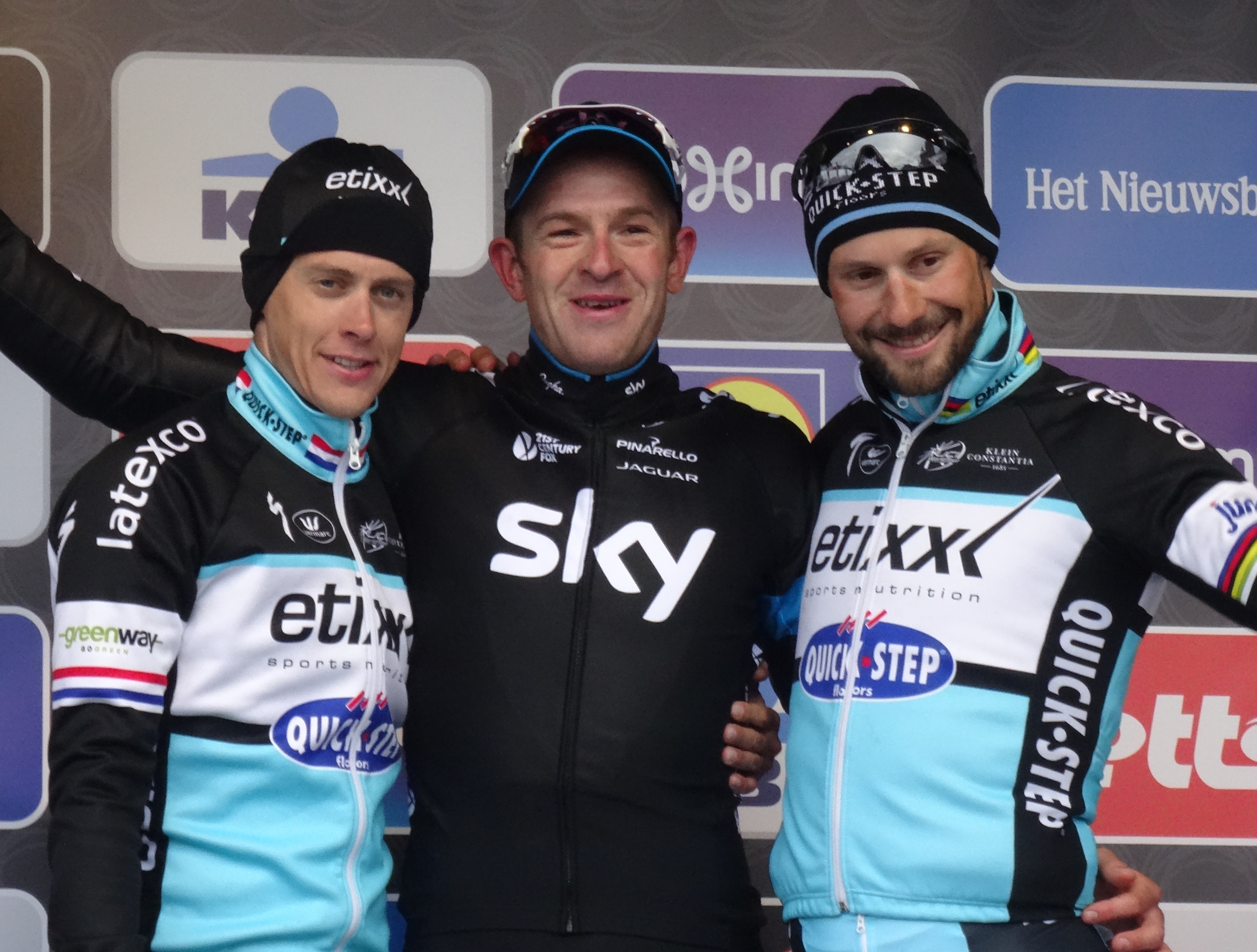
Il podio dell'edizione 2015: da sinistra Niki Terpstra (secondo), Ian Stannard (primo) e Tom Boonen (terzo)

Aggiornato all'edizione 2025.
| Anno                  | Vincitore           | Secondo                 | Terzo                    |
| --------------------- | ------------------- | ----------------------- | ------------------------ |
| Omloop Het Volk       |                     |                         |                          |
| 1945                  | Jean Bogaerts       | Maurice Desimpelaere    | Robert Van Eenaeme       |
| 1946                  | André Pieters       | Marcel Rijckaert        | Emmanuel Thoma           |
| 1947                  | Albert Sercu        | Emiel Faignaert         | Achiel Buysse            |
| 1948                  | Sylvain Grysolle    | Fausto Coppi            | Marcel Hendrickx         |
| 1949                  | André Declerck      | Frans Leenen            | Maurice Mollin           |
| 1950                  | André Declerck      | Maurice Meersman        | Brik Schotte             |
| 1951                  | Jean Bogaerts       | Lionel Van Brabant      | Raymond Impanis          |
| 1952                  | Ernest Sterckx      | Raymond Impanis         | André Declerck           |
| 1953                  | Ernest Sterckx      | Maurice Mollin          | Marcel Rijckaert         |
| 1954                  | Karel De Baere      | Roger Decorte           | Jan De Valck             |
| 1955                  | Lode Anthonis       | André Rosseel           | André Vlayen             |
| 1956                  | Ernest Sterckx      | Brik Schotte            | Leopold Schaeken         |
| 1957                  | Norbert Kerckhove   | Pino Cerami             | Léon Van Daele           |
| 1958                  | Jef Planckaert      | Rik Van Looy            | Roger Decorte            |
| 1959                  | Seamus Elliott      | Alfred De Bruyne        | Theo Dingens             |
| 1960                  | non disputata       | non disputata           | non disputata            |
| 1961                  | Arthur De Cabooter  | Frans Schoubben         | Georges Decraeye         |
| 1962                  | Robert De Middeleir | Jean-Baptiste Claes     | Roger De Coninck         |
| 1963                  | René Van Meenen     | Ludo Janssens           | Jean-Baptiste Claes      |
| 1964                  | Frans Melckenbeeck  | Arthur De Cabooter      | Yvo Molenaers            |
| 1965                  | Noël De Pauw        | Marcel Van Der Bogaert  | Jos van der Vleuten      |
| 1966                  | Jo de Roo           | Walter Godefroot        | Eddy Merckx              |
| 1967                  | Willy Vekemans      | Joseph Spruyt           | Edward Sels              |
| 1968                  | Herman Van Springel | Rolf Wolfshohl          | Bernard Van De Kerckhove |
| 1969                  | Roger De Vlaeminck  | Daniel Van Rijckeghem   | Valère Van Sweevelt      |
| 1970                  | Frans Verbeeck      | Roger Rosiers           | André Dierickx           |
| 1971                  | Eddy Merckx         | Roger Rosiers           | Noël Vantyghem           |
| 1972                  | Frans Verbeeck      | André Dierickx          | Eddy Merckx              |
| 1973                  | Eddy Merckx         | Roger De Vlaeminck      | Albert Van Vlierberghe   |
| 1974                  | Joseph Bruyère      | Patrick Sercu           | Rik Van Linden           |
| 1975                  | Joseph Bruyère      | Patrick Sercu           | José De Cauwer           |
| 1976                  | Willem Peeters      | Hennie Kuiper           | Patrick Sercu            |
| 1977                  | Freddy Maertens     | Jan Raas                | Ludo Peeters             |
| 1978                  | Freddy Maertens     | Alfons van Katwijk      | Jan Raas                 |
| 1979                  | Roger De Vlaeminck  | Jan Raas                | Franck Hoste             |
| 1980                  | Joseph Bruyère      | Walter Planckaert       | Sean Kelly               |
| 1981                  | Jan Raas            | Gilbert Duclos-Lassalle | Jean-Luc Vandenbroucke   |
| 1982                  | Fons De Wolf        | Graham Jones            | Sean Kelly               |
| 1983                  | Fons De Wolf        | Jan Raas                | Luc Colijn               |
| 1984                  | Eddy Planckaert     | Jean-Luc Vandenbroucke  | Ludo Peeters             |
| 1985                  | Eddy Planckaert     | Jacques Hanegraaf       | Jozef Lieckens           |
| 1986                  | non disputata       | non disputata           | non disputata            |
| 1987                  | Teun van Vliet      | Steven Rooks            | Jan Goessens             |
| 1988                  | Ronny Van Holen     | Johan Lammerts          | John Talen               |
| 1989                  | Étienne De Wilde    | Sean Kelly              | Remig Stumpf             |
| 1990                  | Johan Capiot        | Edwig Van Hooydonck     | Étienne De Wilde         |
| 1991                  | Andreas Kappes      | Carlo Bomans            | Edwig Van Hooydonck      |
| 1992                  | Johan Capiot        | Peter Pieters           | Eric Vanderaerden        |
| 1993                  | Wilfried Nelissen   | Olaf Ludwig             | Eric Vanderaerden        |
| 1994                  | Wilfried Nelissen   | Frédéric Moncassin      | Andreas Kappes           |
| 1995                  | Franco Ballerini    | Edwig Van Hooydonck     | Andrei Tchmil            |
| 1996                  | Tom Steels          | Hendrik Redant          | Olaf Ludwig              |
| 1997                  | Peter Van Petegem   | Tom Steels              | Johan Capiot             |
| 1998                  | Peter Van Petegem   | Gianluca Bortolami      | Andrei Tchmil            |
| 1999                  | Frank Vandenbroucke | Wilfried Peeters        | Tom Steels               |
| 2000                  | Johan Museeuw       | Steffen Wesemann        | Servais Knaven           |
| 2001                  | Michele Bartoli     | Hendrik Van Dijck       | Matthé Pronk             |
| 2002                  | Peter Van Petegem   | Frank Høj               | Michel Vanhaecke         |
| 2003                  | Johan Museeuw       | Max van Heeswijk        | Paolo Bettini            |
| 2004                  | non disputata       | non disputata           | non disputata            |
| 2005                  | Nick Nuyens         | Tom Boonen              | Steven de Jongh          |
| 2006                  | Philippe Gilbert    | Bert De Waele           | Koen Barbé               |
| 2007                  | Filippo Pozzato     | Juan Antonio Flecha     | Tom Boonen               |
| 2008                  | Philippe Gilbert    | Nick Nuyens             | Thor Hushovd             |
| Omloop Het Nieuwsblad |                     |                         |                          |
| 2009                  | Thor Hushovd        | Kevyn Ista              | Juan Antonio Flecha      |
| 2010                  | Juan Antonio Flecha | Tyler Farrar            | Heinrich Haussler        |
| 2011                  | Sebastian Langeveld | Juan Antonio Flecha     | Mathew Hayman            |
| 2012                  | Sep Vanmarcke       | Tom Boonen              | Juan Antonio Flecha      |
| 2013                  | Luca Paolini        | Stijn Vandenbergh       | Sven Vandousselaere      |
| 2014                  | Ian Stannard        | Greg Van Avermaet       | Edvald Boasson Hagen     |
| 2015                  | Ian Stannard        | Niki Terpstra           | Tom Boonen               |
| 2016                  | Greg Van Avermaet   | Peter Sagan             | Tiesj Benoot             |
| 2017                  | Greg Van Avermaet   | Peter Sagan             | Sep Vanmarcke            |
| 2018                  | Michael Valgren     | Łukasz Wiśniowski       | Sep Vanmarcke            |
| 2019                  | Zdeněk Štybar       | Greg Van Avermaet       | Tim Wellens              |
| 2020                  | Jasper Stuyven      | Yves Lampaert           | Søren Kragh Andersen     |
| 2021                  | Davide Ballerini    | Jake Stewart            | Sep Vanmarcke            |
| 2022                  | Wout Van Aert       | Sonny Colbrelli         | Greg Van Avermaet        |
| 2023                  | Dylan van Baarle    | Arnaud De Lie           | Christophe Laporte       |
| 2024                  | Jan Tratnik         | Nils Politt             | Wout Van Aert            |
| 2025                  | Søren Wærenskjold   | Paul Magnier            | Jasper Philipsen         |

## Vittorie per paese
Aggiornato all'edizione 2025.
| Pos | Paese         | Vittorie |
| --- | ------------- | -------- |
| 1   | Belgio        | 58       |
| 2   | Italia        | 5        |
| 2   | Paesi Bassi   | 5        |
| 4   | Gran Bretagna | 2        |
| 4   | Norvegia      | 2        |
| 6   | Irlanda       | 1        |
| 6   | Danimarca     | 1        |
| 6   | Germania      | 1        |
| 6   | Spagna        | 1        |
| 6   | Rep. Ceca     | 1        |
| 6   | Slovenia      | 1        |